# Gran Premio motociclistico di Germania 1960
Il Gran Premio motociclistico di Germania fu il quinto appuntamento del motomondiale 1960.
Si svolse il 23 e 24 luglio 1960 presso il circuito di Solitude, alla presenza di 350.000 spettatori. Tre le classi in programma: 250, 500 e sidecar (i sidecar si svolsero sabato 23, le altre classi domenica 24).
Le prove della 250 furono funestate dall'incidente che costò la vita a Bob Brown, il quale perse il controllo della sua moto nella curva di Mahdental schiantandosi contro una staccionata. Trasportato all'ospedale di Stoccarda morì per frattura della base cranica.
Nei sidecar (alla loro ultima gara stagionale), vittoria per Helmut Fath.
La gara della 250 fu vinta da Gary Hocking, che approfittò della caduta occorsa alla partenza a Carlo Ubbiali: il bergamasco riuscì comunque a recuperare fino al secondo posto. Da segnalare il primo podio per la Honda, con il giapponese Kenjiro Tanaka.
Quarta vittoria stagionale per John Surtees in 500. Il britannico ottenne anche il titolo di Campione del Mondo.
In concomitanza con la gara si svolse il Gran Premio della Solitude di Formula 2, vinto da Wolfgang von Trips (Ferrari). Alla gara partecipò anche Surtees con una Porsche, ritirandosi al 14º giro.

## Classe 500

### Arrivati al traguardo
| Pos. | Pilota             | Moto      | Tempo        | Punti |
| ---- | ------------------ | --------- | ------------ | ----- |
| 1    | John Surtees       | MV Agusta | 1h 22' 32" 1 | 8     |
| 2    | Remo Venturi       | MV Agusta | +18" 7       | 6     |
| 3    | Emilio Mendogni    | MV Agusta | +1' 35" 1    | 4     |
| 4    | Dickie Dale        | Norton    | +2' 45" 5    | 3     |
| 5    | John Hempleman     | Norton    | +2' 56" 2    | 2     |
| 6    | Rudolf Gläser      | Norton    | +3' 29" 9    | 1     |
| 7    | Paddy Driver       | Norton    | +3' 51" 6    |       |
| 8    | Hans-Günther Jäger | BMW       | +4' 01" 0    |       |
| 9    | Bert Schneider     | Norton    | +4' 44" 6    |       |
| 10   | Jacques Insermini  | Norton    | +1 giro      |       |
| 11   | Alois Huber        | BMW       | +3 giri      |       |
| 12   | Jack Findlay       | Norton    | +1 giro      |       |
| 13   | Allen Krupa        | Norton    | +1 giro      |       |
| 14   | Raymond Bogaerdt   | Norton    | +1 giro      |       |
| 15   | Raymond Hanset     | Norton    | +1 giro      |       |
| 16   | Walter Scheimann   | Norton    | +1 giro      |       |
| 17   | Lothar John        | BMW       | +1 giro      |       |
| 18   | Fritz Meyer        | BMW       | +2 giri      |       |
| 19   | Karl Recktenwald   | Norton    |              |       |

### Ritirati
| Pilota                | Moto      | Motivo ritiro |
| --------------------- | --------- | ------------- |
| Hans-Siegfried Gläser | Norton    |               |
| Evert Carlsson        | BMW       |               |
| Andreas Klaus         | Norton    |               |
| Gijs Oosterbaan       | Norton    |               |
| Tommy Robinson        | Norton    |               |
| Martinus Van Son      | Norton    |               |
| Klaus Hamelmann       | Münch     |               |
| Fritz Kläger          | Horex     |               |
| Ladi Richter          | Norton    |               |
| Jean-Pierre Bayle     | Norton    |               |
| Heinz Kauert          | Matchless |               |
| Jim Redman            | Norton    |               |

## Classe 250

### Arrivati al traguardo
| Pos | Pilota              | Moto      | Tempo        | Punti |
| --- | ------------------- | --------- | ------------ | ----- |
| 1   | Gary Hocking        | MV Agusta | 1h 01' 07" 9 | 8     |
| 2   | Carlo Ubbiali       | MV Agusta | +9" 5        | 6     |
| 3   | Kenjiro Tanaka      | Honda     | +49" 8       | 4     |
| 4   | Dickie Dale         | MZ        | +50" 9       | 3     |
| 5   | Luigi Taveri        | MV Agusta | +1' 05" 6    | 2     |
| 6   | Kunimitsu Takahashi | Honda     | +2' 36" 7    | 1     |

## Classe sidecar

### Arrivati al traguardo
| Pos | Pilota            | Passeggero          | Moto | Tempo     | Punti |
| --- | ----------------- | ------------------- | ---- | --------- | ----- |
| 1   | Helmut Fath       | Alfred Wohlgemuth   | BMW  | 47' 40" 8 | 8     |
| 2   | Florian Camathias | Gottfried Rüfenacht | BMW  | +8" 6     | 6     |
| 3   | Fritz Scheidegger | Horst Burkhardt     | BMW  | +52" 1    | 4     |
| 4   | Max Deubel        | Horst Höhler        | BMW  |           | 3     |
| 5   | Otto Kölle        | Dieter Hess         | BMW  |           | 2     |
| 6   | Alwin Ritter      | Emil Hörner         | BMW  |           | 1     |

## Fonti e bibliografia
- Corriere dello Sport, 25 luglio 1960, pag. 4.
- La Stampa, 24 luglio 1960, pag. 9 e 25 luglio 1960, pag. 4.
- "Motor" n° 31 del 29 luglio 1960, pagg. 866-867.
- Risultati della 500 su autosport.com, su autosport.com.